# Tilloy-et-Bellay
 Tilloy-et-Bellay  es una comuna y población de Francia, en la región de Champaña-Ardenas, departamento de Marne, en el distrito de Sainte-Menehould y cantón de Givry-en-Argonne.
Su población en el censo de 1999 era de 234 habitantes.
Está integrada en la  Communauté de communes de la Région de Suippes .

## Demografía
| 173 | 168 | 164 | 205 | 224 | 234 |
| Para los censos de 1962 a 1999 la población legal corresponde a la población sin duplicidades (Fuente: INSEE [Consultar]) |     |     |     |     |     |